# Chaunangium
Chaunangium is een geslacht van sponsdieren uit de klasse van de Hexactinellida.

## Soort
- Chaunangium crater Schulze, 1904